# Martha Ernstdóttir
Martha Ernstsdóttir (Reykjavik, 22 december 1964) is een IJslandse voormalig atlete. Ze heeft anno 2024 nog steeds nationale records over de 5000 en 10.000 m, 10 km, halve marathon en marathon. Daarnaast is ze de enige IJslandse vrouw die ooit de marathon tijdens de Olympische Spelen liep. Ze won de halve marathon van Reykjavik een record aantal keer (16x). In 1996 behaalde Martha Ernstsdóttir ze zilver tijdens de marathon van Amsterdam.

## Titels
- IJslands kampioene 5000 m - 1998, 1999
- IJslands kampioene 1500 m - 1999

## Persoonlijke records

### Outdoor
| Afstand  | Tijd          | Datum            | Plaats    |
| -------- | ------------- | ---------------- | --------- |
| 1500 m   | 4:33.69       | 24 juli 1999     | Kopvogur  |
| 3000 m   | 9:29.19       | 13 augustus 1999 | Reykjavik |
| 5000 m   | 15:53.5 (NR)  | 4 augustus 1991  | Essen     |
| 10.000 m | 32:47.40 (NR) | 11 juni 1994     | Dublin    |

### Weg
| Afstand        | Tijd         | Datum             | Plaats    |
| -------------- | ------------ | ----------------- | --------- |
| 10 km          | 33.32 (NR)   | 5 september 1998  | Selfoss   |
| Halve marathon | 1:11.40 (NR) | 18 augustus 1996  | Reykjavik |
| Marathon       | 2:35.15 (NR) | 26 september 1999 | Berlijn   |

## Palmares[1]

### 1500 m
- 1999:  IJslands kampioenschap - 4:33.69
- 2003: 5e Spelen van de kleine staten van Europa - 4:43.65

### 5 000 m
- 1994: 4e Nacht van de atletiek - 15:55.91
- 1995: 35e (in series) WK in Göteborg - 16:05.33
- 1996: 12e Bislett Games - 16:11.39
- 1998:  IJslands kampioenschap - 16:24.39
- 1999:  IJslands kampioenschap - 16:18.17
- 2003:  Spelen van de kleine staten van Europa - 17:12.66

### 10.000 m
- 1990: 22e EK in Split - 34:17.27
- 1991: 37e (in series) WK in Tokio - 33:10.93
- 1994: 4e Europa Cup 2de divisie groep 1 - 32:47.40
- 1994: 19e EK in Helsinki - 33:24.78
- 1995: 30e (in series) WK in Göteborg - 34:29.55

### Halve marathon
- 1988:  Halve marathon van Reykjavik - 1:18.36
- 1989:  Halve marathon van Reykjavik - 1:18.55
- 1990:  Halve marathon van Reykjavik - 1:17.44
- 1992:  Halve marathon van Reykjavik - 1:13.52
- 1992: 23e WK in South-shields - 1:12.25
- 1993:  Halve marathon van Reykjavik - 1:13.20
- 1993: 18e WK in Brussel - 1:12.33
- 1994: 9e Halve marathon van Parijs - 1:13.46
- 1994:  Halve marathon van Reykjavik - 1:12.01
- 1994: 17e WK in Oslo - 1:12.15
- 1995:  Halve marathon van Reykjavik - 1:17.19
- 1996:  Halve marathon van Reykjavik - 1:11.40
- 1996: 14e WK in Palma de Mallorca - 1:13.27
- 1998:  Halve marathon van Reykjavik - 1:15.02
- 1998: 49e WK in Zürich - 1:14.58
- 1999:  Halve marathon van Reykjavik - 1:13.13
- 2001:  Halve marathon van Reykjavik - 1:20.06
- 2003:  Halve marathon van Reykjavik - 1:20.28
- 2005:  Halve marathon van Reykjavik - 1:20.12
- 2008:  Halve marathon van Reykjavik - 1:23.19
- 2009:  Halve marathon van Reykjavik - 1:23.09
- 2012:  Halve marathon van Reykjavik - 1:23.00
- 2013:  Halve marathon van Reykjavik - 1:24.04
- 2014: 81e WK in Kopenhagen - 1:24.24

### Marathon
- 1994: 7e Marathon van Frankfurt - 2:39.00
- 1996: 9e Marathon van Rotterdam - 2:38.05
- 1996:  Marathon van Amsterdam - 2:39.33
- 1999: 7e Marathon van Hamburg - 2:35.16
- 1999: 11e Marathon van Berlijn - 2:35.15
- 2000: 8e Marathon van Hamburg - 2:39.57
- 2000: DNF OS in Sydney

### Veldlopen
- 1989: 40e WK in Stavanger (+/- 6 km) - 24.00
- 1990: 91e WK in Aix-les-Bains (+/- 6 km) - 21.04
- 1992: 44e WK in Boston (6,38 km) - 22.23
- 1993: 51e WK in Amorebieta-Etxano (6,35 km) - 21.14
- 1995: 88e WK in Durham (6,47 km) - 22.11

## Persoonlijk
- Ze is getrouwd met multisporter Jón Oddsson, die een interland speelde voor het IJslands voetbalelftal en de IJslandse basketbalcompetitie won in 1980.
- Ze is de tante van middellangeafstandsloopster Aníta Hinriksdóttir die deelnam aan de Olympische Spelen in 2016 en brons won op het EK Indoor van 2017 op de 800 m.[2]